# Gomti
De Gomti, Gumti of Gomati (Hindi: गोमती Gomtī) is een rivier in India. De Gomti is een aanvoerrivier van de Ganges. Volgens de hindoeïstische mythologie is de rivier Gomti de dochter van Sage Vashist en kan het nemen van een bad in de Gomti op Ekadashi, ofwel de elfde dag van de Sanata Dharma-Hindoekalender de zonden van een persoon wegwassen. De Gomti is voor de hindoes in India dan ook een van de heiligste rivieren. De rivier heeft in toenemende mate te kampen met een zeer ernstige milieuproblematiek door het lozen van zowel organisch als industrieel afval in het dichtbevolkte stroomgebied. Hierdoor is de rivier voorbij de grote steden vrijwel dood.

## Geografie
De Gomti ontspringt uit het meer Gomat Taal bij Madho Tanda, dicht bij de stad Pilibhit in het gelijknamige district van de deelstaat Uttar Pradesh, India. De rivier heeft een lengte van 900 km door Uttar Pradesh en mondt uit in de Ganges in de buurt van Saidpur, Kaithi in Ghazipur.
Op 20 km van zijn bron mondt de kleine rivier de Gaihaaii in de Gomti uit. De Gomti is een smalle stroom totdat het Mohanmadi bereikt, ongeveer 100 km van de oorsprong. Hier komt een belangrijke toevoerader bij de rivier, namelijk de Sarayu. Vanaf dit punt heeft de rivier een aanzienlijke breedte. Een andere belangrijke toevoerader is de Sai, die in de Gomti uitmondt bij .
Op 240 km van zijn bron stroomt de Gomti de hoofdstad van Uttar Pradesh, Lucknow binnen. In Lucknow heeft de rivier een totale lengte van 12 km, met vele meanders. Bij binnenkomst wint men water uit de rivier voor de watervoorziening van de stad. 25 rioolmondingen op het gebied van Lucknow lozen ongezuiverd water in de Gomti. Na het stedelijke gebied vindt men de Gomtidam, die de rivier omvormt tot een meer.
De steden Lucknow, Lakhimpur, Sultanpur en Jaunpur bevinden zich op de oevers van de Gomti en zijn de belangrijkste steden van de in totaal 15 steden in het stroomgebied van de Gomti. De rivier snijdt de stad Jaunpur in twee gelijke delen en bereikt er tevens een grotere breedte.

## Galerij

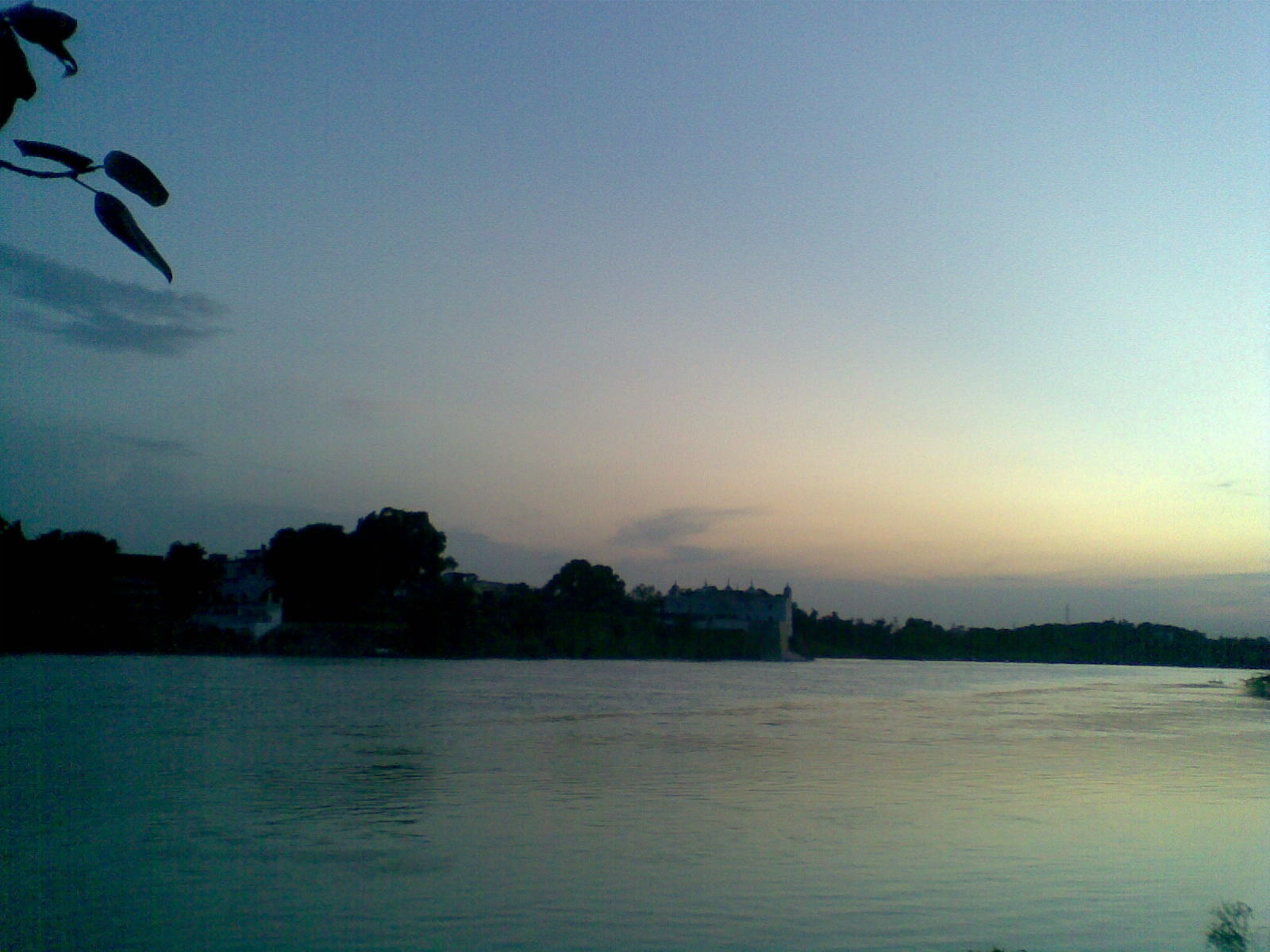
De oever van de Gomti in Jaunpur
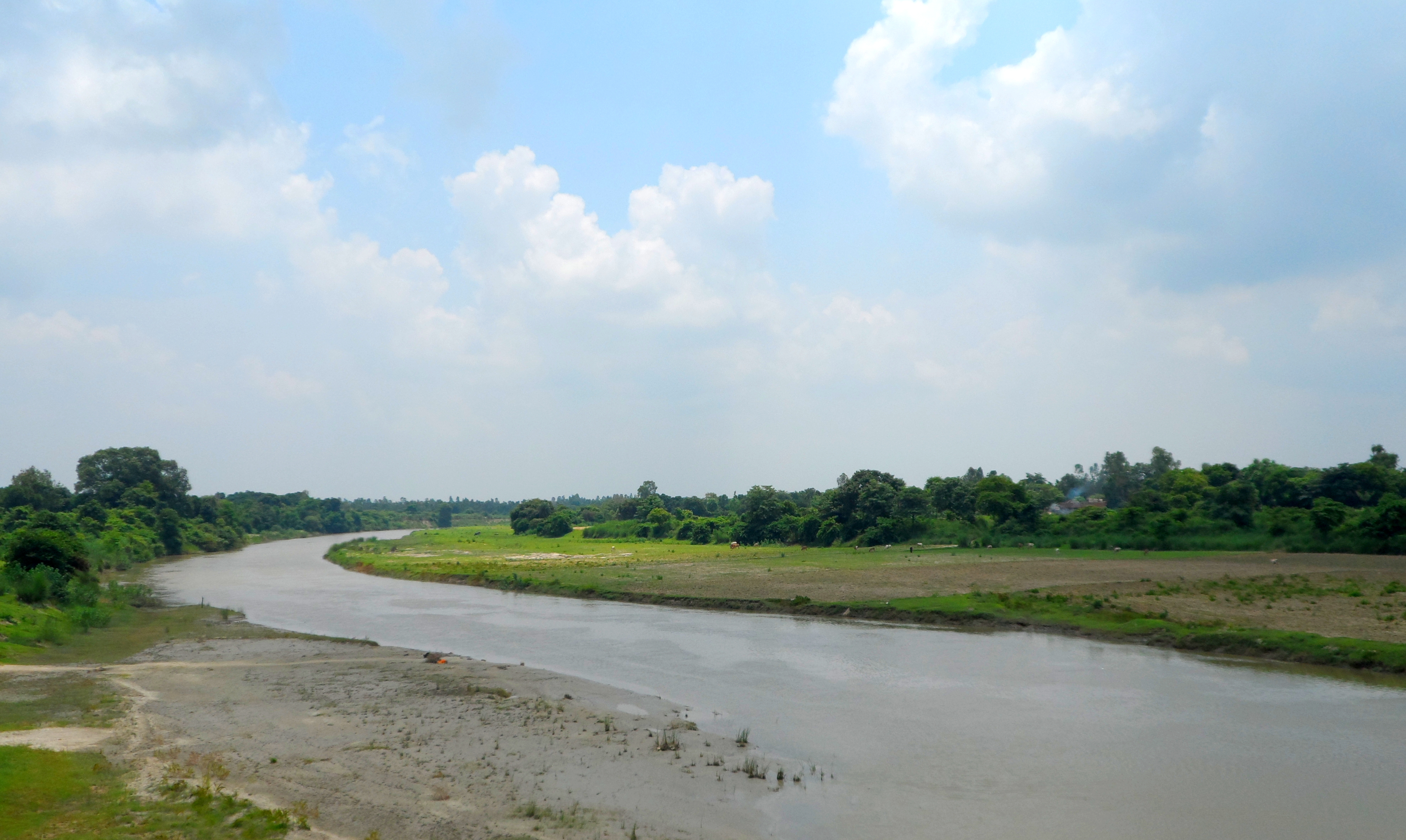
De Gomti bij Terwa Ghat in het district Sitapur
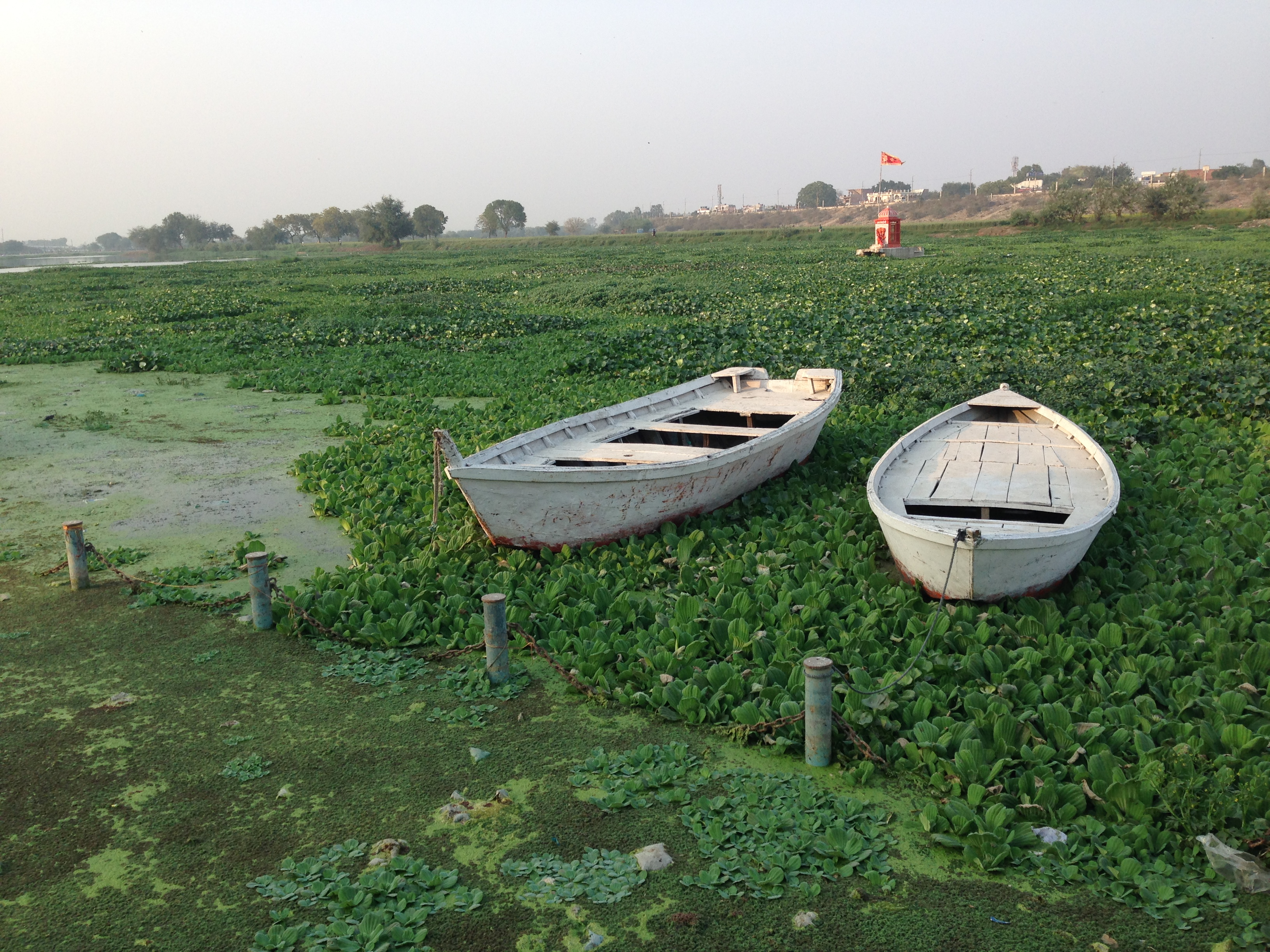
Waterhyacinten in de Gomti
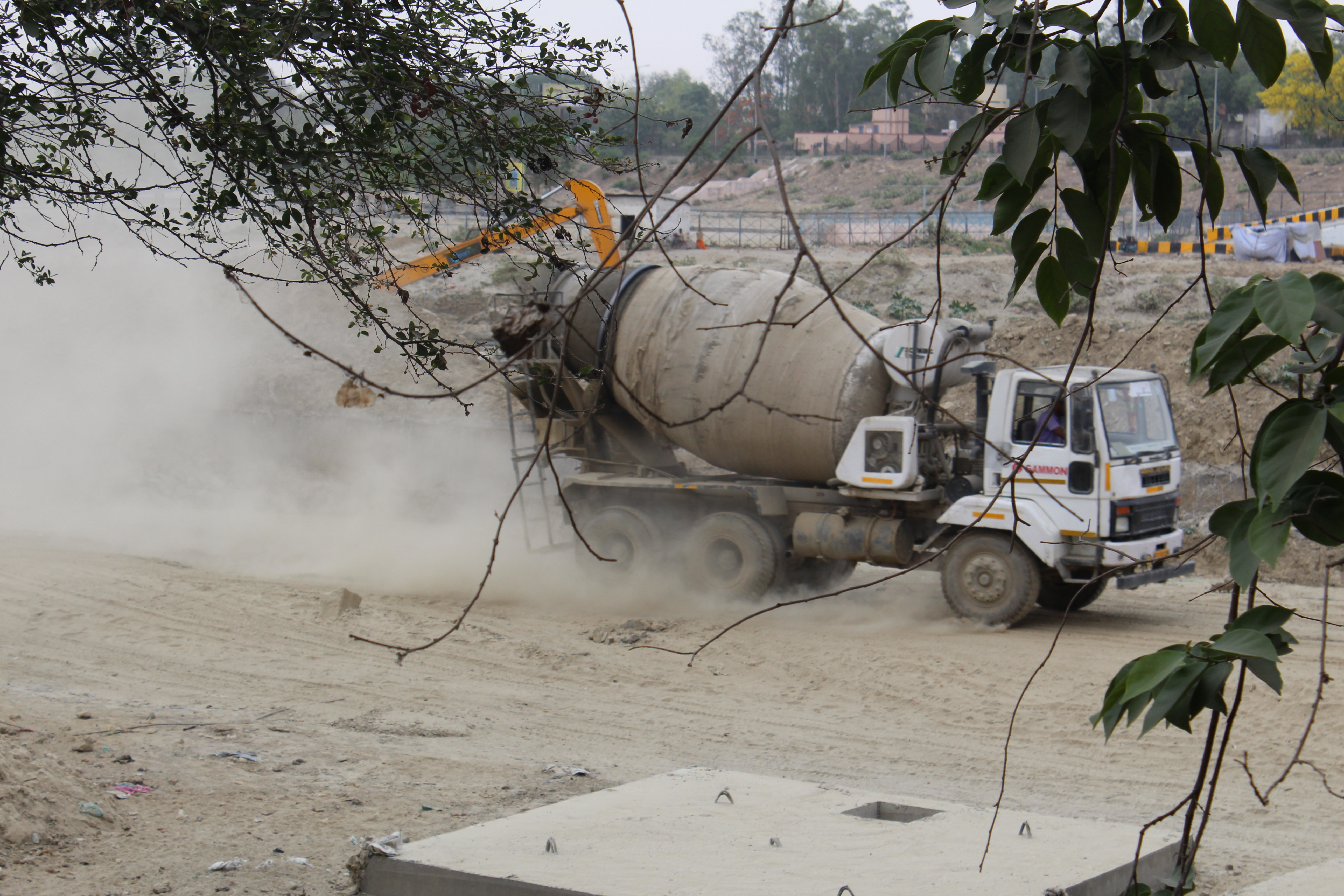
Werk aan de bedding en de uiterwaarden van de Gomti
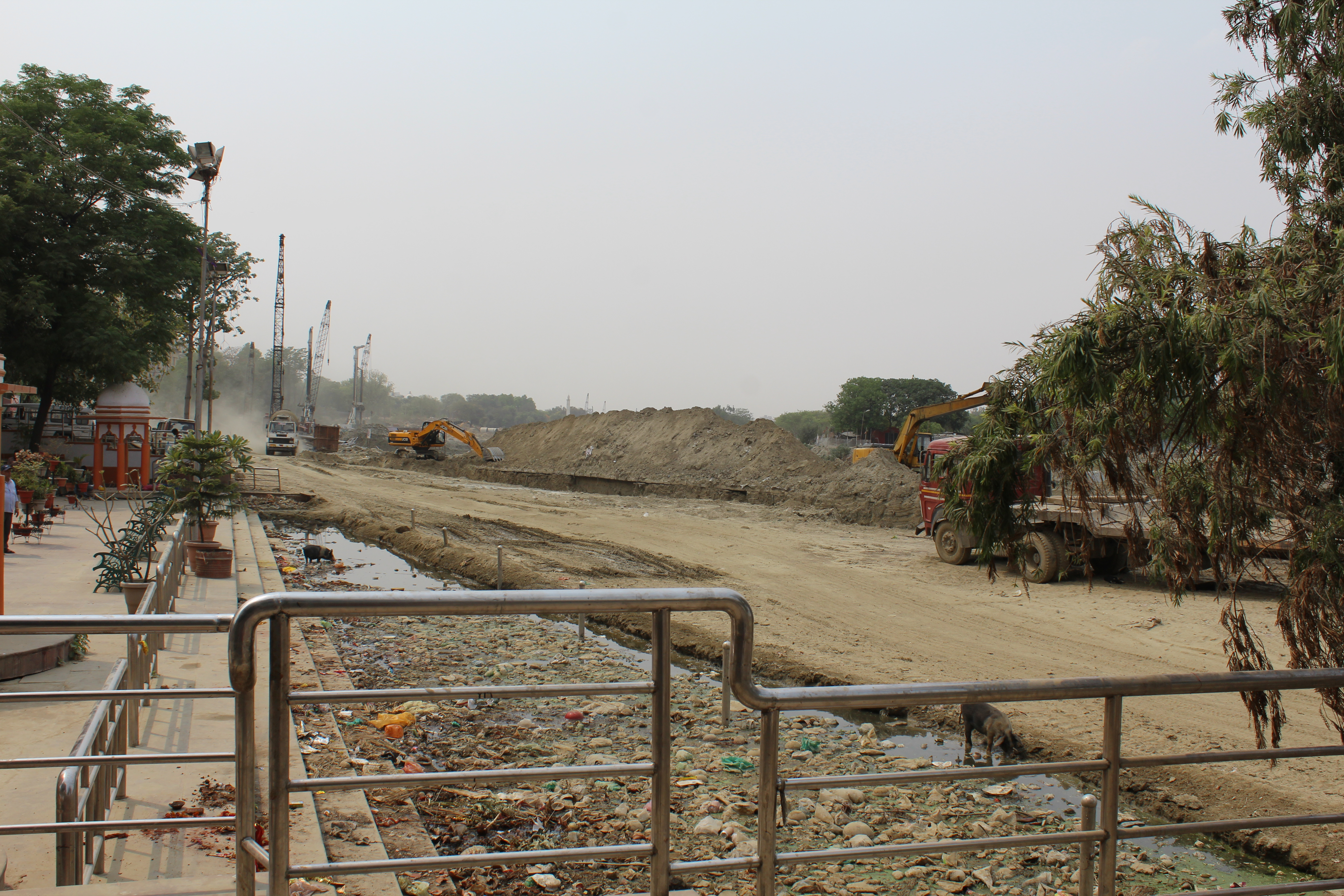
Werk aan de oever van de Gomti

## Vervuiling
De Gomti stroomt door de dichtbevolkte gebieden van Uttar Pradesh met circa 18 miljoen inwoners. De Gomti heeft zwaar te lijden onder lozingen op de rivier van menselijke en industriële afvalstoffen. In het bijzonder zijn dit:
- Industrieel afval en lozingen van suikerfabrieken en distilleerderijen
- Huishoudelijk afvalwater en afval

De hoge niveaus van vervuiling in de rivier hebben zeer negatieve gevolgen voor het ecosysteem van de Gomti en bedreigen zelfs het leven in het water van de rivier. De rivier is nog wel in staat het organische afval te reinigen door de aanwezigheid van bepaalde micro-organismen. Maar vooral de lozingen van zware metalen zoals koper, zink, magnesium, ijzer en vooral chroom zijn erg schadelijk voor mensen, dieren en planten.
Op 25 juli 2008 heeft men de eerste steen gelegd voor een waterzuiveringsinstallatie, die een capaciteit moet krijgen van 345 miljoen liter afvalwater per dag.

## Overstromingen
De regelmatige overstromingen gedurende de moessontijd leiden tot diverse problemen bij terugtrekken van het water. In het bijzonder kunnen er zich in de opdrogende plassen en gaten ernstige ziekten ontwikkelen zoals malaria en dengue of knokkelkoorts.